# Vương cung thánh đường Thánh Augustinô
Vương cung thánh đường Thánh Augustinô của Annaba (Église Saint-Augustin d'Annaba) là một nhà thờ chính tòa và vương cung thánh đường nằm tại Annaba, Algérie. Nó được thành lập để dành riêng cho Thánh Augustinô thành Hippo.
Nó nằm trong Giáo phận Constantine. Quá trình xây dựng bắt đầu từ năm 1881 và kết thúc vào ngày 29 tháng 3 năm 1900, mặc dù nhà thờ không được dành riêng cho cho Thánh Augustinô cho đến ngày 24 tháng 4 năm 1914. Bức tượng Thánh Augustinô trong vương cung thánh đường chứa một trong những xương cánh tay của ông.
Nó được xây dựng tại vị trí nằm không xa phần còn lại của vương cung thánh đường Pacis do Thánh Augustinô xây dựng, nơi ông qua đời khi thành phố bị bao vây bởi những kẻ phá hoại.